# Jean d'Eppe
Ne doit pas être confondu avec Jean d'Eppes.
Jean d'Eppe (vers 1240 – 12 novembre 1293), connu en italien sous le nom de Giovanni d'Appia ou Gianni d'Epa, est un noble français qui sert la dynastie angevine du royaume de Sicile et l'État pontifical en tant que commandant militaire et administrateur. Il est fortement impliqué dans le conflit entre les Guelfes, partisans de la revendication angevine de la Sicile et des revendications papales dans le nord de l'Italie, et les Gibelins, partisans de la revendication de la dynastie Hohenstaufen sur la Sicile et des droits impériaux dans le nord de l'Italie.
Jean d'Eppe n'arrive en Sicile que dans les années 1270, mais il acquiert rapidement des terres et des châteaux. Entre 1274 et 1281, il sert la couronne sicilienne en tant qu'agent diplomatique et judiciaire avant d'être prêté au Saint-Siège. À travers une série de campagnes militaires en 1281-1283, Jean d'Eppe contribue à sécuriser le contrôle pontifical sur la Romagne et la Campagne et Maritime. En 1284, il retourne en Sicile pour aider les Angevins dans la guerre des Vêpres siciliennes contre les Aragonais, qui soutiennent la revendication des Hohenstaufen. Il semble s'être retiré des activités publiques en 1285, mais il reprend un rôle actif en 1289. En 1292, il démissionne brusquement et retourne en France. Rien n'est connu de sa dernière année, si ce n'est qu'il est décédé dans son village natal.

## De la France à la Sicile
Jean est le deuxième fils de Guillaume, seigneur du village d'Eppes dans le nord de la France. Son frère aîné, Laurent, hérite de la seigneurie de leur père. En 1270, Jean rejoint la huitième Croisade organisée par le roi Louis IX contre la Tunisie des Hafsides. C'est probablement pendant la croisade que Jean rencontre pour la première fois le frère de Louis IX, le roi Charles Ier de Sicile. D'ici 1274, il s'est installé dans le royaume de Charles avec son frère cadet Pierre.
On ne sait pas exactement quand entre 1270 et 1274 Jean d'Eppes déménage dans le royaume de Sicile, mais d'ici 1274, il a déjà acquis plusieurs fiefs royaux. Dans la Terra di Lavoro sur le continent, il a reçu les fiefs d'Ambrisio, Castrocielo, Pescosolido et Vallecorsa ainsi que le château royal de San Giovanni Incarico. Il semble que les anciens détenteurs de certains de ces fiefs ne les aient pas cédés volontairement à Jean, car le 23 août 1275, Charles Ier a dû donner des instructions au justicier de la Terra di Lavoro pour enquêter sur la rétention illégale des fiefs. Dans le Principato, également sur le continent, Jean détient le fief de Campagna. Tous ces fiefs lui rapportent un revenu total de 160 onces (it) par an.

## L'agent angevin
La première indication de l'action de Jean en tant qu'agent du gouvernement central remonte à août 1274. Avec Raynald de Poncel, il mène une enquête sur le droit de pâturage dans les terres de Buccino revendiqué par les habitants du village voisin de Castel San Giorgio. Buccino et son château étaient alors un fief détenu par Gautier de Sommereuse.
En mai 1279, Jean d'Eppe et Jean Toursevache sont envoyés en mission secrète en France. Bien que les sources ne révèlent pas la nature de cette mission, il s'agissait probablement de se rendre à la cour du fils et héritier de Charles Ier, Charles de Salerne, alors agissant en tant que vicaire de son père dans le comté de Provence. Les deux Jeans auraient peut-être arrangé pour que le jeune Charles intervienne dans la guerre en cours entre la France et Castille pour la Navarre. Charles Ier détenait toujours le frère du roi de Castille, Henri, en prison.
En 1281, le fils de Charles de Salerne, Charles Martel, troisième dans la ligne de succession au trône sicilien, épouse Clémence, fille du roi Rodolphe Ier de Habsbourg. Jean fait partie de l'escorte qui accueille Clémence à Orvieto le 22 mars pour la conduire en Sicile. Le groupe reste à Orvieto pendant quelques semaines et est rejoint en avril par le roi de Sicile, le grand-père du marié.
Orvieto était récemment devenue le centre de la cour papale, les Romains refusant d'accepter l'élection d'un pape pro-Angevin. Le récemment élu Martin IV était largement considéré comme une marionnette des Angevins. Il est couronné pape à Orvieto le 23 mars, en présence de Jean d'Eppe. Le 24 mars, sur les conseils du roi de Sicile, Martin nomme Jean comme son recteur in temporalibus (c'est-à-dire gouverneur séculier) dans les terres papales de la Romagne. Le 26 mars, il se voit accorder le commandement militaire suprême en Romagne, avec les titres de maître de l'armée (magister exercitus) et de capitaine général, ainsi que le titre de comte de Romagne (comes Romandiolae),.

## Recteur papal de Romagne

### Campagne de 1281
La première tâche de Jean en tant que recteur papal est de soumettre les places fortes de Forlì et Cesena, défendues par Guido da Montefeltro. Pour couvrir ses dépenses personnelles, Charles Ier l'autorise à imposer une taxe extraordinaire à ses vassaux dans le royaume sicilien.
Le 6 juin 1281, Jean rassemble une armée de 3 400 hommes à Bologne. Cela comprend 800 hommes venant de France. Le reste est constitué de soldats de l'État pontifical et des partis guelfes de Toscane et de la Marche d'Ancône. Les guelfes de Romagne sous Taddeo da Montefeltro sont également représentés. En entrant en Romagne, il prend Faenza en soudoyant le commandant local, Tebaldello Zambrasi. Il reçoit également le soutien des seigneurs de Modigliana et Castrocaro.
Après ces premiers succès, Jean envoie des messages à la ville de Forlì, leur ordonnant de chasser Guido et ses partisans, et à Guido, lui offrant de partir s'il promet de quitter la Romagne. Ces messages sont ignorés et Jean marche sur Forlì. Il campe à Villanova juste à l'extérieur de la ville et pille la campagne du 22 au 27 juin. Il fait plusieurs tentatives pour prendre la ville de force, mais toutes échouent et il subit de telles pertes qu'il ramène toute l'armée à Faenza. Rejoint par l'archevêque Boniface Fieschi de Ravenne et Guido da Polenta, seigneur de Ravenne, il attaque ensuite le château de Traversara. Il résiste et le 8 juillet, l'armée se retire à nouveau,.
Après ces échecs, Jean demande à Charles d'Anjou d'intervenir auprès de Martin IV pour qu'il soit libéré de son commandement. Charles refuse. Le 4 septembre, il attaque à nouveau Forlì. Le 16 septembre, Martin ordonne à Malatesta da Verucchio, seigneur de Rimini, de se soumettre à l'autorité de Jean et de lui envoyer des renforts militaires. Le 17 septembre, les troupes de Jean pillent les villages de San Martino in Strada et de Ponte di Ronco. Forlì continue de résister aux attaques et le 19 septembre, Jean se retire à nouveau.
Le 2 octobre, Martin lui ordonne de réduire ses troupes au niveau nécessaire uniquement pour défendre ses conquêtes. Avant que cela ne soit fait, Jean lance une dernière attaque infructueuse sur Forlì le 18 octobre. Après cela, l'infanterie est renvoyée à Bologne, tandis que la cavalerie est utilisée pour piller les faubourgs de Cesena avant l'arrivée de l'hiver. Dans une lettre du 29 octobre, le pape félicite Jean pour sa grande "victoire" à Cesena.

### Campagne de 1282

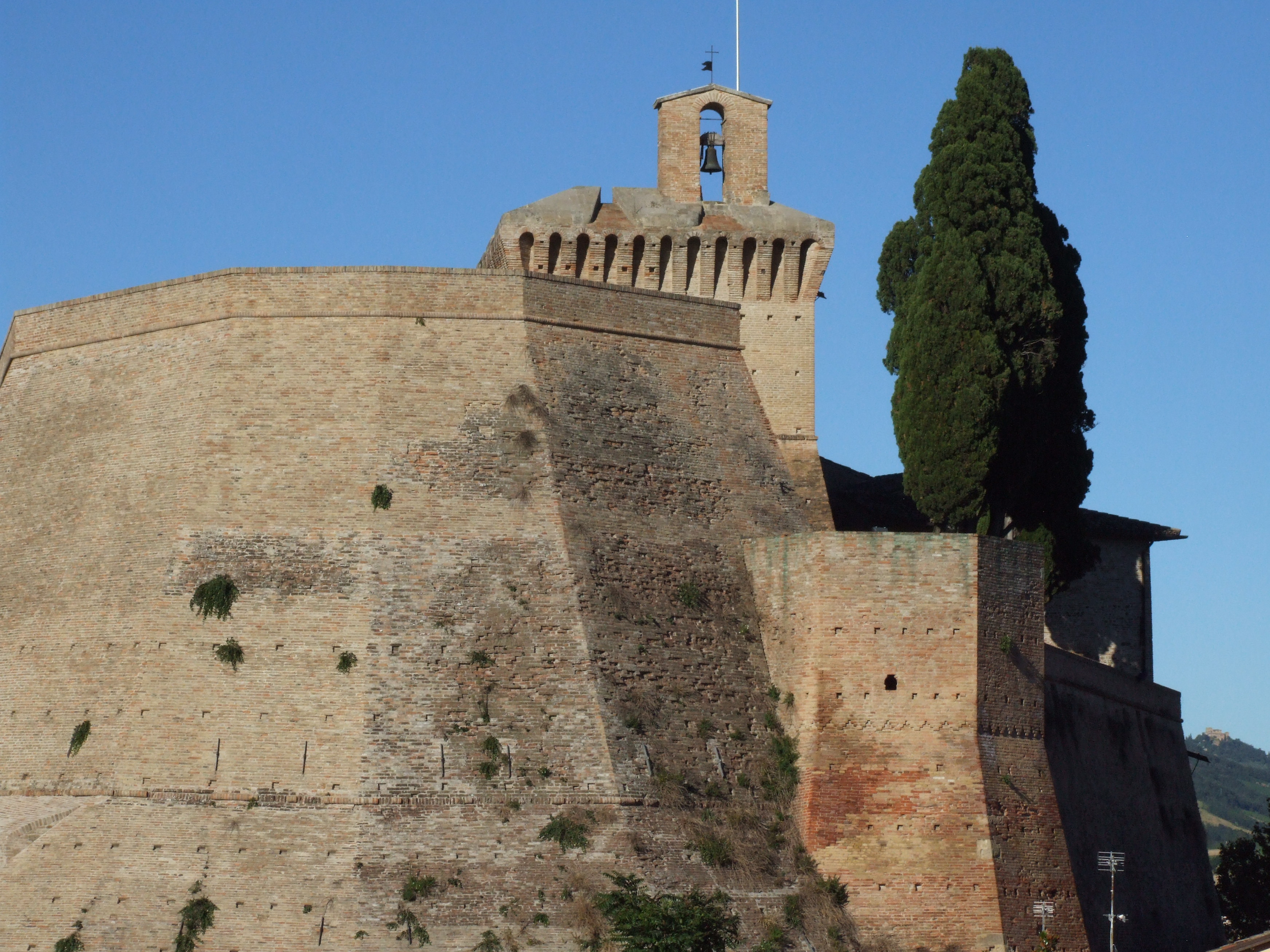
Le château de Meldola est assiégé par Jean d'Eppe d'août à novembre 1282.

Au début de 1282, Jean d'Eppe rassemble une nouvelle armée à Bologne composée de 1 700 Français envoyés par Charles d'Anjou, de 1 300 Bolognais et de 500 soldats de l'État pontifical. Cependant, les troupes françaises font des demandes excessives sur les finances pontificales et le pape demande à Charles de les rappeler le 3 mars. Le 16 mars, le pape excommunie Guido da Montefeltro et les autres chefs gibelins de la Romagne. Pour cette deuxième campagne, le cousin de Guido, Taddeo da Montefeltro, est le capitaine général de Jean.
Le 30 avril, certains conspirateurs de Forlì offrent de livrer la ville à Jean, qui marche immédiatement avec ses hommes de Faenza à Forlì. Arrivant le lendemain, il découvre que la conspiration a été découverte et que les traîtres ont été arrêtés. Néanmoins, Jean lance un assaut sur la ville. Les principales troupes pénètrent facilement dans le mur extérieur. Pendant qu'ils pillent les faubourgs, Guido envoie une petite force par une porte de l'autre côté de la ville. Dans une embuscade, cette force surprend l'arrière-garde de Jean et surprend les principales forces. Après une bataille sanglante, Jean est contraint de battre en retraite vers Faenza.
La défaite à Forlì (1er mai 1282), survenue juste un mois après les Vêpres siciliennes (30 mars), est un grand coup pour le moral guelfe. C'est la première défaite de Jean sur le terrain (ses autres défaites ayant été contre les murailles des villes). En réponse, il envoie des lettres au pape, au roi Charles et au roi Philippe III de France demandant plus de troupes. Charles, de son côté, demande au pape de libérer ses troupes de l'armée de Jean et de les envoyer en Sicile, où Charles en a besoin. Le pape, cependant, refuse.
Renforcé, Jean assiège le château de Meldola au sud de Forlì le 6 août. L'objectif du siège de Meldola est de couper Forlì de ses approvisionnements, mais Jean est incapable de couper Meldola de son ravitaillement en provenance de Forlì. À la fin de novembre, il met fin au siège et le 9 décembre, le pape lui ordonne de réduire ses troupes à seulement 300 Français et 200 Italiens. La deuxième saison de campagne s'est soldée par un échec.

### Parlement de 1283
Au début de 1283, Jean adopte une approche différente pour réduire la résistance gibeline en Romagne. En février, il convoque un parlement général de la province à Imola. Là, en présence du recteur spirituel (rector in spiritualibus), Guillaume Durand, et d'autres magnats provinciaux, il promulgue une nouvelle constitution provinciale de quarante articles, les Constitutiones Romandiole, le 13 février. Ce document semble avoir été rédigé à la hâte et sans l'approbation du pape. Le 11 mars, Martin IV destitue Jean de son poste et, le 23 mars, il invalide le parlement et les Constitutiones. Le successeur de Jean en tant que recteur est Guy de Montfort, qui agissait déjà en tant que capitaine général de Jean,,.
Les Constitutiones, qui étaient l'initiative de Jean, garantissaient toutes les immunités et libertés de l'Église, exemptaient tout le clergé de la taxation, annulaient tous les serments de vassalité prêtés aux villes en rébellion (comme Cesena et Forlì) et interdisaient à quiconque de commercer ou de conclure des contrats avec les rebelles. Elles traitaient également des poursuites pénales et des appels. Elles eurent un effet immédiat sur l'opposition gibeline. En mars, la ville de Cervia se rendit, paya une indemnité de 1 600 florins et vit son château rasé. Jean était toujours à la tête de troupes, attendant l'arrivée de son remplaçant, lorsque Forlì se rendit le 28 mai. Ses fortifications furent rasées. En juin, Jean accepte la reddition de Cesena. Son succès ultime en tant que recteur ne vient pas de ses capacités militaires mais de son habileté politique et diplomatique à isoler ses adversaires.
La ville de Forlì a été assiégée de manière intermittente de 1281 à 1283. Dante Alighieri, dans son Inferno, y fait référence de manière oblique comme la terra che fé già la lunga prova / e di Franceschi sanguinoso mucchio ("la ville qui a subi l'épreuve prolongée et a fait un tas sanglant des Français"). Dante ne nomme pas le leader français (Jean), et bien qu'il place Guido da Montefeltro dans le huitième bolgia de l'Enfer, il était opposé à l'influence française sur la Papauté qui a atteint son apogée sous Martin IV.

## Capitaine général en Campagne et Maritime
Le 27 juin 1283, peut-être surpris par les victoires de Jean après son renvoi, Martin IV le nomme recteur in temporalibus de la ville d'Urbino et de son diocèse. On ne sait pas s'il a jamais pris ses fonctions à Urbino. Au printemps, Charles d'Anjou, maintenant confronté à une invasion aragonaise de la Calabre, avait demandé que ses troupes au service de Jean lui soient restituées. Martin IV a ignoré cette demande jusqu'à ce que la Romagne soit sécurisée. Le 13 septembre 1283, il accorde enfin à Jean la permission de se rendre avec ses hommes à la défense de la Calabre. Cependant, il change rapidement d'avis. Le 23 octobre 1283, il nomme Jean capitaine général des forces papales en Campagne et Maritime.
La tâche de Jean était de soumettre la ville de Frosinone, qui avait élu son propre recteur, Adinolfo di Mattia d'Anagni, pour un mandat de vingt-cinq ans sans l'approbation papale. Le 7 novembre, les syndics de la ville se rendent. Avant la fin de l'année, Jean avait détruit le principal château d'Adinolfo à Montelanico. Début mars 1284, le dernier bastion des partisans d'Adinolfo, Zancati, se rend. Jean avait probablement terminé sa campagne au début du mois de mai.

## La Guerre des Vêpres

### Sous Charles Ier
Le 5 mai 1284, Martin IV accorde à Jean sa permission (placet) d'emmener ses troupes dans le Royaume de Sicile. C'est le dernier document à nommer Jean comme capitaine général en Campagne et Maritime. Le 8 mai, Charles de Salerne (agissant en tant que régent pour son père depuis le 12 janvier 1283) accepte de payer les troupes de Jean aux mêmes taux qu'elles avaient reçus du Saint-Siège. Il leur offre également trois mois de solde d'avance. L'armée entre en Sicile presque immédiatement, mais comme leur avance n'est pas effective, ils font demi-tour et sont de retour en Campagne et Maritime le 16 mai. Cependant, Jean, en tant que vassal du roi de Sicile, est appelé au service et il retourne en Sicile le 18 mai. Avant de partir, il libère ses troupes du service.
Jean reste au service sicilien jusqu'à la mort de Charles d'Anjou, qui le libère le 7 janvier 1285. Il avait occupé de hautes fonctions pendant cette période en raison des vacances créées par la défaite aragonaise des Angevins lors de la Bataille du golfe de Naples (5 juin 1284), où de nombreux hommes de haut rang, dont Charles de Salerne, avaient été faits prisonniers. Jean est revenu au service du Saint-Siège en février 1285.
La mort de Charles offre une opportunité à l'un de ses anciens ennemis, Conrad d'Antioche (it), membre de la maison régnante des Hohenstaufen soutenue par l'Aragon, d'envahir les Abruzzes à partir du territoire papal, où il détenait Anticoli. Le 3 février 1285, Martin IV charge Jean d'Eppe, ainsi que Giacomo Cantelmo et Amiel d'Agoult, les co-justiciers des Abruzzes, de repousser l'invasion de Conrad. Les détails de la campagne sont rares, mais avant la fin de l'année, Conrad s'est soumis au successeur de Martin, Honorius IV.

### Sous Charles II
À la mort du Charles aîné, le jeune Charles était toujours prisonnier des Aragonais. Sicile était ainsi placée sous la régence du cardinal Gerardo Bianchi et du comte Robert d'Artois. Il n'y a aucune preuve que Jean ait travaillé pour les régents en aucune capacité : son nom n'apparaît pas une seule fois dans un document officiel de cette période. Ce n'est qu'avec la libération de Charles de Salerne (maintenant Charles II) au printemps 1289 que Jean d'Eppe a de nouveau occupé un poste public. Le 27 août 1289, Charles l'a nommé, ainsi qu'Anselme de Chevreuse, responsables des préparatifs de la cérémonie de chevalerie du fils du roi, Charles Martel, qui a eu lieu le 8 septembre.
Charles II a accordé à Jean les fiefs de Sarno et de Roseto et l'a nommé capitaine général du Principato. Dans cette fonction, il était chargé de défendre la côte contre les attaques de la flotte aragonaise et les raids des almogavres. Le 2 août 1290, alors que Charles II visitait la Provence, il a été convoqué par les régents, Robert d'Artois et Charles Martel, pour assister à un parlement à Eboli le 25 août. Une série de capitula et statuta super regimine regni ("articles et statuts pour la gouvernance du royaume") ont été promulgués. Jean a été démis de ses fonctions dans le Principato, mais le 26 septembre, il a été envoyé avec Raynaut Gaulart et le comte Hugues de Brienne pour collecter la Subventio generalis (it) (subvention générale) et l'adhoamentum (it) (relief féodal) dans les Pouilles, et pour enquêter sur le comportement des fonctionnaires apuliens afin de garantir le respect des nouveaux capitula et statuta.
Jean supervisait toujours la mise en œuvre des décisions du parlement d'Eboli dans les Pouilles au début du mois de mars 1291. Le 7 mars, cependant, il a reçu l'ordre de transporter 100 salmes de grain de la maison des Chevaliers Hospitaliers à Barletta à travers la mer jusqu'à Corfou. Cela fait, le 16 avril 1291, il a été nommé capitaine général de la Terra di Lavoro et du duché d'Amalfi. Dans cette fonction, au printemps 1292, il a renforcé les garnisons des châteaux sous son commandement et a mis à jour leur solde, ce qui lui a demandé de prélever 120 onces sur le justicier, Louis de Mons. En août 1292, il a organisé une attaque sur Castellabate occupé par les Aragonais, finalement réalisée par Tommaso di Sanseverino.

## Retraite et décès
La dernière mention de Jean dans un document sicilien date du 10 août 1292. À ce moment-là, il était le sénéchal du royaume et toujours capitaine général de la Terra di Lavoro et d'Amalfi. Peu de temps après, pour des raisons inconnues, il est retourné en France. Le 19 juin 1293, il avait été remplacé en tant que sénéchal par un certain Jean Scot. Il est décédé dans son village natal le 12 novembre, comme en témoigne sa pierre tombale dans l'abbaye Saint-Vincent de Laon. Son fils, également nommé Jean, lui succéda dans ses fiefs dans le royaume de Sicile. Son long épitaphe en vers en vieux français, désormais détruit, disait en partie :
| En Puille fu il et en Tunes Et en autres terres aucunes, Par sa force grand nom acquit, En Calabre moult d'armes fit, Et en Abrusse et en Romaine Pour l'amour Diu souffrit grant paine; Et ses faits qui tous les diroit A recorder trop long seroit... |

L'épitaphe continue en comparant favorablement Jean à Roland et Olivier, héros de la Matière de France. La nécrologie de l'abbaye indique par son titre, "seigneur d'Eppes" (dominus de Appia), qu'il a succédé à son frère à un moment donné. Il a légué 21 livres à l'abbaye pour une messe à chanter à l'anniversaire de sa mort et 40 livres pour une messe annuelle à chanter "à voix basse" (submissa voce) pour lui et son père.